# 筑前町
筑前町（日语：／ Chikuzen machi */?）是位於日本福岡縣中部的一個城鎮，屬朝倉郡。轄區的西部及南部屬於筑後平原，東部及北部則為山區。

## 人口
| 筑前町人口分布圖 |                                               |  |
| 筑前町與日本全國年齡別人口分布比較圖 （2005年資料） | 筑前町的年齡、男女別人口分布圖 （2005年資料） |  |
| ■紫色是筑前町 ■綠色是全国 | ■藍色是男性 ■紅色是女性                       |  |
| 筑前町人口變化 \| 1970年 \| 18,737人 \| \| \| 1975年 \| 19,719人 \| \| \| 1980年 \| 22,273人 \| \| \| 1985年 \| 23,868人 \| \| \| 1990年 \| 24,572人 \| \| \| 1995年 \| 27,078人 \| \| \| 2000年 \| 28,926人 \| \| \| 2005年 \| 29,353人 \| \| \| 2010年 \| 29,155人 \| \| \| 2015年 \| 29,306人 \| \| \| 2020年 \| 29,591人 \| \| |                                               |  |
| 資料來源：日本總務省統計中心提供之人口普查數據 |                                               |  |
| 1970年 | 18,737人                                      |  |
| 1975年 | 19,719人                                      |  |
| 1980年 | 22,273人                                      |  |
| 1985年 | 23,868人                                      |  |
| 1990年 | 24,572人                                      |  |
| 1995年 | 27,078人                                      |  |
| 2000年 | 28,926人                                      |  |
| 2005年 | 29,353人                                      |  |
| 2010年 | 29,155人                                      |  |
| 2015年 | 29,306人                                      |  |
| 2020年 | 29,591人                                      |  |

## 歷史

### 年表
- 1889年4月1日：實施町村制，現在的轄區在當時分屬：夜須郡三根村、中津屋村、安野村、大三輪村、栗田村。
- 1896年2月26日：夜須郡與上座郡、下座郡合併為朝倉郡。
- 1908年3月20日：三根村、中津屋村、安野村合併為夜須村。
- 1908年9月1日：大三輪村、栗田村合併為三輪村。
- 1962年4月1日：夜須村和三輪村同時改制為夜須町（日语：夜須町 (福岡県)）、三輪町（日语：三輪町 (福岡県)）。
- 2005年3月22日：夜須町和三輪町合併為筑前町。

### 變遷表
| 1889年以前 | 1889年          | 1896年2月26日   | 1896年 - 1944年      | 1945年 - 1959年      | 1960年 - 1989年     | 1989年 - 現在        | 現在                 |
| ---------- | --------------- | --------------- | -------------------- | -------------------- | ------------------- | -------------------- | -------------------- |
|            | 夜須郡 大三輪村 | 朝倉郡 大三輪村 | 1908年9月1日 三輪村  | 1908年9月1日 三輪村  | 1962年4月1日 三輪町 | 2005年3月22日 筑前町 | 2005年3月22日 筑前町 |
|            | 夜須郡 栗田村   | 朝倉郡 栗田村   | 1908年9月1日 三輪村  | 1908年9月1日 三輪村  | 1962年4月1日 三輪町 | 2005年3月22日 筑前町 | 2005年3月22日 筑前町 |
|            | 夜須郡 三根村   | 朝倉郡 三根村   | 1908年3月20日 夜須村 | 1908年3月20日 夜須村 | 1962年4月1日 夜須町 | 2005年3月22日 筑前町 | 2005年3月22日 筑前町 |
|            | 夜須郡 中津屋村 | 朝倉郡 中津屋村 | 1908年3月20日 夜須村 | 1908年3月20日 夜須村 | 1962年4月1日 夜須町 | 2005年3月22日 筑前町 | 2005年3月22日 筑前町 |
|            | 夜須郡 安野村   | 朝倉郡 安野村   | 1908年3月20日 夜須村 | 1908年3月20日 夜須村 | 1962年4月1日 夜須町 | 2005年3月22日 筑前町 | 2005年3月22日 筑前町 |

## 交通

### 鐵路
- 甘木鐵道
  - 甘木線：山隈車站 - 太刀洗車站 - 高田車站
- 九州旅客鐵道
  - 筑豐本線：於轄區內通過，但無設置車站。

## 觀光資源
- 筑前町立大刀洗和平紀念館（日语：筑前町立大刀洗平和記念館）
- 舊太刀陸軍洗飛行場（日语：大刀洗陸軍飛行場）遺跡
- 仙道古墳

## 本地出身之名人
- 久保龍彥：前日本足球隊成員
- 大場啓：職業足球選手

## 外部連結
1. ↑  . 筑前町公所. 2025-04-10  [2025-04-24] （日语）.